# Spevoigra
Spevoígra je lahkotnejše odrsko delo z govorjenimi dialogi in pevskimi vložki. Je manj zahtevna od operete.
Med slovenskimi skladatelji so jih pisali:
- Miroslav Vilhar
- Radovan Gobec
- Ljuba Prenner
- Vinko Vodopivec
- Janko Šanda
- Josip Lavtižar
- Davorin Jenko